# Larry Nelson
Larry Gene Nelson (Fort Payne, 10 settembre 1947) è un golfista statunitense.
Professionista dal 1971 si è imposto in tre occasioni in uno dei grandi tornei major vincendo in due occasioni, 1981 e 1987, il PGA Championship e in una, nel 1983, lo U.S. Open.
In tre occasioni - 1979, 1981 e 1987 -  ha fatto parte della squadra statunitense di Ryder Cup.
Complessivamente in carriera si è imposto in 40 tornei.
Nel 2006 è stato introdotto nella World Golf Hall of Fame.
Attualmente partecipa al Champions Tour e si dedica alla progettazione di nuovi campi di gioco.